# Tour de Yorkshire féminin 2018
La 4e édition du Tour de Yorkshire féminin a lieu du 3 au 4 mai 2018. La course fait partie du calendrier international féminin UCI 2018 en catégorie 2.1. Elle est remportée par l'Américaine Megan Guarnier.

## Parcours
La première étape est plate. La deuxième comporte une côte raide à escalader plusieurs fois.

## Équipes
| Équipes féminines professionnelles (14)- Alé Cipollini - Bepink - Boels Dolmans - Canyon-SRAM Racing - Doltcini-Van Eyck Sport - Experza-Footlogix - FDJ-Nouvelle Aquitaine-Futuroscope - Hitec Products-Birk Sport - Parkhotel Valkenburg-Destil - Storey Racing - Sunweb - Trek-Drops - Wiggle High5 - WNT-Rotor Pro Cycling Équipe nationale- Grande-Bretagne Équipe féminines amateur (5)- Boompods EDCo NRG - Jadan Weldtite - NCC Group-Kuota-Torelli - NJC-Biemme-Echelon - Onform |
| |

## Étapes
| Étape     | Date  | Villes étapes        | type            | Distance (km) | Vainqueur d'étape | Leader du classement général |
| --------- | ----- | -------------------- | --------------- | ------------- | ----------------- | ---------------------------- |
| 1re étape | 3 mai | Beverley – Doncaster | étape de plaine | 132,5         | Kirsten Wild      | Kirsten Wild                 |
| 2e étape  | 4 mai | Barnsley – Ilkley    | étape vallonnée | 124           | Megan Guarnier    | Megan Guarnier               |

## Déroulement de la course

### 1reétape
Le groupe d'échappée est constitué d'Anna Christian et Natalie van Gogh. L'absence de relief de l'étape cause néanmoins un regroupement général pour un sprint massif. Dans la dernière longue ligne droite, Kirsten Wild laisse parler sa puissance pour s'imposer devant Amalie Dideriksen et Alice Barnes,.
| \| Classement de l'étape \| Classement de l'étape \| Classement de l'étape \| Classement de l'étape \| Classement de l'étape \| \| Coureuse \| Coureuse \| Pays \| Équipe \| Temps \| \| --------------------- \| --------------------- \| --------------------- \| --------------------- \| --------------------- \| \| 1re \| Kirsten Wild \| Pays-Bas \| Wiggle High5 \| 3 h 28 min 30 s \| \| 2e \| Amalie Dideriksen \| Danemark \| Boels Dolmans \| + 0 s \| \| 3e \| Alice Barnes \| Royaume-Uni \| Canyon-SRAM Racing \| + 0 s \| \| 4e \| Lorena Wiebes \| Pays-Bas \| Parkhotel Valkenburg \| + 0 s \| \| 5e \| Marta Bastianelli \| Italie \| Alé Cipollini \| + 0 s \| \| 6e \| Sara Mustonen \| Suède \| Experza-Footlogix \| + 0 s \| \| 7e \| Floortje Mackaij \| Pays-Bas \| Sunweb \| + 0 s \| \| 8e \| Abby-Mae Parkinson \| Royaume-Uni \| Trek-Drops \| + 0 s \| \| 9e \| Neah Evans \| Royaume-Uni \| Storey Racing \| + 0 s \| \| 10e \| Séverine Eraud \| France \| Experza-Footlogix \| + 0 s \| |                    |             |                      |                 |
| |                    |             |                      |                 |
| Source : ProCyclingStats |                    |             |                      |                 |
| Classement de l'étape |                    |             |                      |                 |
| Coureuse | Coureuse           | Pays        | Équipe               | Temps           |
| 1re | Kirsten Wild       | Pays-Bas    | Wiggle High5         | 3 h 28 min 30 s |
| 2e | Amalie Dideriksen  | Danemark    | Boels Dolmans        | + 0 s           |
| 3e | Alice Barnes       | Royaume-Uni | Canyon-SRAM Racing   | + 0 s           |
| 4e | Lorena Wiebes      | Pays-Bas    | Parkhotel Valkenburg | + 0 s           |
| 5e | Marta Bastianelli  | Italie      | Alé Cipollini        | + 0 s           |
| 6e | Sara Mustonen      | Suède       | Experza-Footlogix    | + 0 s           |
| 7e | Floortje Mackaij   | Pays-Bas    | Sunweb               | + 0 s           |
| 8e | Abby-Mae Parkinson | Royaume-Uni | Trek-Drops           | + 0 s           |
| 9e | Neah Evans         | Royaume-Uni | Storey Racing        | + 0 s           |
| 10e | Séverine Eraud     | France      | Experza-Footlogix    | + 0 s           |

| \| Classement général \| Classement général \| Classement général \| Classement général \| Classement général \| \| Coureuse \| Coureuse \| Pays \| Équipe \| Temps \| \| ------------------ \| ------------------ \| ------------------ \| -------------------- \| ------------------ \| \| 1re \| Kirsten Wild \| Pays-Bas \| Wiggle High5 \| 3 h 28 min 20 s \| \| 2e \| Amalie Dideriksen \| Danemark \| Boels Dolmans \| + 4 s \| \| 3e \| Alice Barnes \| Royaume-Uni \| Canyon-SRAM Racing \| + 6 s \| \| 4e \| Danielle Rowe \| Royaume-Uni \| WaowDeals \| + 6 s \| \| 5e \| Natalie van Gogh \| Pays-Bas \| Parkhotel Valkenburg \| + 7 s \| \| 6e \| Anna Christian \| Royaume-Uni \| Trek-Drops \| + 8 s \| \| 7e \| Megan Guarnier \| États-Unis \| Boels Dolmans \| + 9 s \| \| 8e \| Lorena Wiebes \| Pays-Bas \| Parkhotel Valkenburg \| + 10 s \| \| 9e \| Marta Bastianelli \| Italie \| Alé Cipollini \| + 10 s \| \| 10e \| Sara Mustonen \| Suède \| Experza-Footlogix \| + 10 s \| |                   |             |                      |                 |
| |                   |             |                      |                 |
| Source : ProCyclingStats |                   |             |                      |                 |
| Classement général |                   |             |                      |                 |
| Coureuse | Coureuse          | Pays        | Équipe               | Temps           |
| 1re | Kirsten Wild      | Pays-Bas    | Wiggle High5         | 3 h 28 min 20 s |
| 2e | Amalie Dideriksen | Danemark    | Boels Dolmans        | + 4 s           |
| 3e | Alice Barnes      | Royaume-Uni | Canyon-SRAM Racing   | + 6 s           |
| 4e | Danielle Rowe     | Royaume-Uni | WaowDeals            | + 6 s           |
| 5e | Natalie van Gogh  | Pays-Bas    | Parkhotel Valkenburg | + 7 s           |
| 6e | Anna Christian    | Royaume-Uni | Trek-Drops           | + 8 s           |
| 7e | Megan Guarnier    | États-Unis  | Boels Dolmans        | + 9 s           |
| 8e | Lorena Wiebes     | Pays-Bas    | Parkhotel Valkenburg | + 10 s          |
| 9e | Marta Bastianelli | Italie      | Alé Cipollini        | + 10 s          |
| 10e | Sara Mustonen     | Suède       | Experza-Footlogix    | + 10 s          |

### 2eétape
Le premier prix des monts est remporté par Nikki Juniper. Katia Ragusa et Manon Lloyd partent en échappée. Elles comptent jusqu'à une minute d'avance, mais sont reprises à quarante-quatre kilomètres de l'arrivée. Un groupe de favorite se dégage dans l'ascension de Cow and Calf. Il contient Megan Guarnier, Alena Amialiusik, Danielle Rowe, Elisa Longo Borghini, Chantal Blaak, Karol-Ann Canuel, Erica Magnaldi, Ane Santesteban, Janneke Ensing, Liane Lippert, Juliette Labous, Ellen van Dijk, Shara Gillow et Alexis Ryan. La course se décide dans la dernière côte. Erica Magnaldi part au pied, mais est ensuite reprise quand Megan Guarnier lance son effort dans le dernier kilomètre. Elle devance assez largement Alena Amialiusik et Danielle Rowe. Elle remporte par la même occasion le classement général,.
| \| Classement de l'étape \| Classement de l'étape \| Classement de l'étape \| Classement de l'étape \| Classement de l'étape \| \| Coureuse \| Coureuse \| Pays \| Équipe \| Temps \| \| --------------------- \| --------------------- \| --------------------- \| ---------------------------------- \| --------------------- \| \| 1re \| Megan Guarnier \| États-Unis \| Boels Dolmans \| 3 h 19 min 50 s \| \| 2e \| Alena Amialiusik \| Biélorussie \| Canyon-SRAM Racing \| + 14 s \| \| 3e \| Danielle Rowe \| Royaume-Uni \| WaowDeals \| + 17 s \| \| 4e \| Erica Magnaldi \| Italie \| Bepink \| + 22 s \| \| 5e \| Ane Santesteban \| Espagne \| Alé Cipollini \| + 22 s \| \| 6e \| Liane Lippert \| Allemagne \| Sunweb \| + 22 s \| \| 7e \| Juliette Labous \| France \| Sunweb \| + 25 s \| \| 8e \| Shara Gillow \| Australie \| FDJ-Nouvelle Aquitaine-Futuroscope \| + 27 s \| \| 9e \| Elisa Longo Borghini \| Italie \| Wiggle High5 \| + 28 s \| \| 10e \| Janneke Ensing \| Pays-Bas \| Alé Cipollini \| + 50 s \| |                      |             |                                    |                 |
| |                      |             |                                    |                 |
| Source : ProCyclingStats |                      |             |                                    |                 |
| Classement de l'étape |                      |             |                                    |                 |
| Coureuse | Coureuse             | Pays        | Équipe                             | Temps           |
| 1re | Megan Guarnier       | États-Unis  | Boels Dolmans                      | 3 h 19 min 50 s |
| 2e | Alena Amialiusik     | Biélorussie | Canyon-SRAM Racing                 | + 14 s          |
| 3e | Danielle Rowe        | Royaume-Uni | WaowDeals                          | + 17 s          |
| 4e | Erica Magnaldi       | Italie      | Bepink                             | + 22 s          |
| 5e | Ane Santesteban      | Espagne     | Alé Cipollini                      | + 22 s          |
| 6e | Liane Lippert        | Allemagne   | Sunweb                             | + 22 s          |
| 7e | Juliette Labous      | France      | Sunweb                             | + 25 s          |
| 8e | Shara Gillow         | Australie   | FDJ-Nouvelle Aquitaine-Futuroscope | + 27 s          |
| 9e | Elisa Longo Borghini | Italie      | Wiggle High5                       | + 28 s          |
| 10e | Janneke Ensing       | Pays-Bas    | Alé Cipollini                      | + 50 s          |

## Classements finals

### Classement général final
| \| Classement général \| Classement général \| Classement général \| Classement général \| Classement général \| \| Coureuse \| Coureuse \| Pays \| Équipe \| Temps \| \| ------------------ \| -------------------- \| ------------------ \| ---------------------------------- \| ------------------ \| \| 1re \| Megan Guarnier \| États-Unis \| Boels Dolmans \| 6 h 48 min 09 s \| \| 2e \| Danielle Rowe \| Royaume-Uni \| WaowDeals \| + 17 s \| \| 3e \| Alena Amialiusik \| Biélorussie \| Canyon-SRAM Racing \| + 19 s \| \| 4e \| Liane Lippert \| Allemagne \| Sunweb \| + 31 s \| \| 5e \| Erica Magnaldi \| Italie \| Bepink \| + 33 s \| \| 6e \| Ane Santesteban \| Espagne \| Alé Cipollini \| + 33 s \| \| 7e \| Juliette Labous \| France \| Sunweb \| + 36 s \| \| 8e \| Shara Gillow \| Australie \| FDJ-Nouvelle Aquitaine-Futuroscope \| + 38 s \| \| 9e \| Elisa Longo Borghini \| Italie \| Wiggle High5 \| + 39 s \| \| 10e \| Janneke Ensing \| Pays-Bas \| Alé Cipollini \| + 1 min 01 s \| |                      |             |                                    |                 |
| |                      |             |                                    |                 |
| |                      |             |                                    |                 |
| Classement général |                      |             |                                    |                 |
| Coureuse | Coureuse             | Pays        | Équipe                             | Temps           |
| 1re | Megan Guarnier       | États-Unis  | Boels Dolmans                      | 6 h 48 min 09 s |
| 2e | Danielle Rowe        | Royaume-Uni | WaowDeals                          | + 17 s          |
| 3e | Alena Amialiusik     | Biélorussie | Canyon-SRAM Racing                 | + 19 s          |
| 4e | Liane Lippert        | Allemagne   | Sunweb                             | + 31 s          |
| 5e | Erica Magnaldi       | Italie      | Bepink                             | + 33 s          |
| 6e | Ane Santesteban      | Espagne     | Alé Cipollini                      | + 33 s          |
| 7e | Juliette Labous      | France      | Sunweb                             | + 36 s          |
| 8e | Shara Gillow         | Australie   | FDJ-Nouvelle Aquitaine-Futuroscope | + 38 s          |
| 9e | Elisa Longo Borghini | Italie      | Wiggle High5                       | + 39 s          |
| 10e | Janneke Ensing       | Pays-Bas    | Alé Cipollini                      | + 1 min 01 s    |

### Points UCI
| Position           | 1er | 2e | 3e | 4e | 5e | 6e | 7e | 8e | 9e | 10e | 11e | 12e | 13e à 15e | 16e à 25e |
| Classement général | 125 | 85 | 70 | 60 | 50 | 40 | 35 | 30 | 25 | 20  | 15  | 10  | 5         | 3         |
| Par étape          | 16  | 12 | 8  | 6  | 5  | 4  | 3  | 2  |    |     |     |     |           |           |
| Leader, par étape  | 3   |    |    |    |    |    |    |    |    |     |     |     |           |           |

### Classements annexes
| Classement par points | Classement par points | Classement par points | Classement par points | Classement par points |
| Coureuse              | Coureuse              | Pays                  | Équipe                | Points                |
| --------------------- | --------------------- | --------------------- | --------------------- | --------------------- |
| 1re                   | Kirsten Wild          | Pays-Bas              | Wiggle High5          | 23 pts                |
| 2e                    | Danielle Rowe         | Royaume-Uni           | WaowDeals             | 19 pts                |
| 3e                    | Megan Guarnier        | États-Unis            | Boels Dolmans         | 16 pts                |

| Classement par points | Classement par points | Classement par points | Classement par points | Classement par points |
| Coureuse              | Coureuse              | Pays                  | Équipe                | Points                |
| --------------------- | --------------------- | --------------------- | --------------------- | --------------------- |
| 1re                   | Kirsten Wild          | Pays-Bas              | Wiggle High5          | 23 pts                |
| 2e                    | Danielle Rowe         | Royaume-Uni           | WaowDeals             | 19 pts                |
| 3e                    | Megan Guarnier        | États-Unis            | Boels Dolmans         | 16 pts                |

| Classement de la montagne | Classement de la montagne | Classement de la montagne | Classement de la montagne | Classement de la montagne |
| Coureuse                  | Coureuse                  | Pays                      | Équipe                    | Points                    |
| ------------------------- | ------------------------- | ------------------------- | ------------------------- | ------------------------- |
| 1re                       | Megan Guarnier            | États-Unis                | Boels Dolmans             | 4 pts                     |
| 2e                        | Elisa Longo Borghini      | Italie                    | Wiggle High5              | 4 pts                     |
| 3e                        | Nicola Juniper            | Royaume-Uni               | NJC-Biemme-Echelon        | 4 pts                     |

| Classement de la montagne | Classement de la montagne | Classement de la montagne | Classement de la montagne | Classement de la montagne |
| Coureuse                  | Coureuse                  | Pays                      | Équipe                    | Points                    |
| ------------------------- | ------------------------- | ------------------------- | ------------------------- | ------------------------- |
| 1re                       | Megan Guarnier            | États-Unis                | Boels Dolmans             | 4 pts                     |
| 2e                        | Elisa Longo Borghini      | Italie                    | Wiggle High5              | 4 pts                     |
| 3e                        | Nicola Juniper            | Royaume-Uni               | NJC-Biemme-Echelon        | 4 pts                     |

| Classement par équipes | Classement par équipes | Classement par équipes | Classement par équipes |
| Équipe                 | Équipe                 | Pays                   | Temps                  |
| ---------------------- | ---------------------- | ---------------------- | ---------------------- |
| 1re                    | Sunweb                 | Pays-Bas               | 20 h 27 min 08 s       |
| 2e                     | Alé Cipollini          | Italie                 | + 1 min 11 s           |
| 3e                     | Boels Dolmans          | Pays-Bas               | + 1 min 46 s           |

| Classement par équipes | Classement par équipes | Classement par équipes | Classement par équipes |
| Équipe                 | Équipe                 | Pays                   | Temps                  |
| ---------------------- | ---------------------- | ---------------------- | ---------------------- |
| 1re                    | Sunweb                 | Pays-Bas               | 20 h 27 min 08 s       |
| 2e                     | Alé Cipollini          | Italie                 | + 1 min 11 s           |
| 3e                     | Boels Dolmans          | Pays-Bas               | + 1 min 46 s           |

## Liste des participantes
| Boels Dolmans DLT | Boels Dolmans DLT           | Boels Dolmans DLT |
| ----------------- | --------------------------- | ----------------- |
| Num               | Coureuse                    | Pos               |
| 1                 | Chantal Blaak (NED) (route) | 14e               |
| 2                 | Karol-Ann Canuel (CAN)      | 13e               |
| 3                 | Amalie Dideriksen (DEN)     | 22e               |
| 4                 | Megan Guarnier (USA)        | 1re               |
| 5                 | Anna Plichta (POL)          | 34e               |

| Wiggle High5 WHT | Wiggle High5 WHT                   | Wiggle High5 WHT |
| ---------------- | ---------------------------------- | ---------------- |
| Num              | Coureuse                           | Pos              |
| 11               | Kirsten Wild (NED)                 | 60e              |
| 12               | Katie Archibald (GBR)              | AB-2             |
| 13               | Rachele Barbieri (ITA)             | 82e              |
| 14               | Lisa Brennauer (GER)               | 24e              |
| 15               | Elisa Longo Borghini (ITA) (route) | 9e               |
| 16               | Eri Yonamine (JPN) (route)         | 47e              |

| Sunweb SUN | Sunweb SUN             | Sunweb SUN |
| ---------- | ---------------------- | ---------- |
| Num        | Coureuse               | Pos        |
| 21         | Ellen van Dijk (NED)   | 11e        |
| 22         | Leah Kirchmann (CAN)   | 19e        |
| 23         | Juliette Labous (FRA)  | 7e         |
| 24         | Liane Lippert (GER)    | 4e         |
| 25         | Floortje Mackaij (NED) | 17e        |
| 26         | Julia Soek (NED)       | 64e        |

| Canyon-SRAM Racing CSR | Canyon-SRAM Racing CSR | Canyon-SRAM Racing CSR |
| ---------------------- | ---------------------- | ---------------------- |
| Num                    | Coureuse               | Pos                    |
| 31                     | Hannah Barnes (GBR)    | 25e                    |
| 32                     | Alena Amialiusik (BLR) | 3e                     |
| 33                     | Alice Barnes (GBR)     | 56e                    |
| 34                     | Tiffany Cromwell (AUS) | 44e                    |
| 35                     | Tanja Erath (GER)      | 72e                    |
| 36                     | Alexis Magner (USA)    | 12e                    |

| Hitec Products-Birk Sport HPU | Hitec Products-Birk Sport HPU | Hitec Products-Birk Sport HPU |
| ----------------------------- | ----------------------------- | ----------------------------- |
| Num                           | Coureuse                      | Pos                           |
| 41                            | Tatiana Guderzo (ITA)         | NP-1                          |
| 42                            | Susanne Andersen (NOR)        | 57e                           |
| 43                            | Ingvild Gåskjenn (NOR)        | 33e                           |
| 44                            | Line Marie Gulliksen (NOR)    | 71e                           |
| 45                            | Ingrid Lorvik (NOR)           | 15e                           |
| 46                            | Ingrid Moe (NOR)              | 69e                           |

| FDJ-Nouvelle Aquitaine-Futuroscope FDJ | FDJ-Nouvelle Aquitaine-Futuroscope FDJ | FDJ-Nouvelle Aquitaine-Futuroscope FDJ |
| -------------------------------------- | -------------------------------------- | -------------------------------------- |
| Num                                    | Coureuse                               | Pos                                    |
| 51                                     | Shara Gillow (AUS)                     | 8e                                     |
| 52                                     | Charlotte Bravard (FRA) (route)        | 75e                                    |
| 53                                     | Évita Muzic (FRA)                      | 20e                                    |
| 54                                     | Rozanne Slik (NED)                     | 45e                                    |
| 55                                     | Moniek Tenniglo (NED)                  | AB-2                                   |

| Trek-Drops DRP | Trek-Drops DRP           | Trek-Drops DRP |
| -------------- | ------------------------ | -------------- |
| Num            | Coureuse                 | Pos            |
| 61             | Abby-Mae Parkinson (GBR) | 41e            |
| 62             | Anna Christian (GBR)     | 52e            |
| 63             | Manon Lloyd (GBR)        | 77e            |
| 64             | Hannah Payton (GBR)      | 66e            |
| 65             | Lucy Shaw (GBR)          | 87e            |
| 66             | Annabel Simpson (GBR)    | 61e            |

| Bepink BPK | Bepink BPK                    | Bepink BPK |
| ---------- | ----------------------------- | ---------- |
| Num        | Coureuse                      | Pos        |
| 71         | Erica Magnaldi (ITA)          | 5e         |
| 72         | Letizia Borghesi (ITA)        | 16e        |
| 73         | Francesca Pattaro (ITA)       | 53e        |
| 74         | Katia Ragusa (ITA)            | 40e        |
| 75         | Maria Vittoria Sperotto (ITA) | 38e        |
| 76         | Silvia Valsecchi (ITA)        | 63e        |

| Alé Cipollini ALE | Alé Cipollini ALE       | Alé Cipollini ALE |
| ----------------- | ----------------------- | ----------------- |
| Num               | Coureuse                | Pos               |
| 81                | Marta Bastianelli (ITA) | 62e               |
| 82                | Janneke Ensing (NED)    | 10e               |
| 83                | Mayuko Hagiwara (JPN)   | 54e               |
| 84                | Roxane Knetemann (NED)  | 21e               |
| 85                | Ane Santesteban (ESP)   | 6e                |

| WNT-Rotor Pro Cycling WNT | WNT-Rotor Pro Cycling WNT | WNT-Rotor Pro Cycling WNT |
| ------------------------- | ------------------------- | ------------------------- |
| Num                       | Coureuse                  | Pos                       |
| 91                        | Hayley Simmonds (GBR)     | 28e                       |
| 92                        | Anna Badegruber (AUT)     | 95e                       |
| 93                        | Lydia Boylan (IRL)        | AB-2                      |
| 94                        | Melissa Lowther (GBR)     | AB-1                      |
| 95                        | Lea Lin Teutenberg (GER)  | 51e                       |

| Storey Racing STR | Storey Racing STR           | Storey Racing STR |
| ----------------- | --------------------------- | ----------------- |
| Num               | Coureuse                    | Pos               |
| 101               | Neah Evans (GBR)            | 29e               |
| 102               | Bethany Crumpton (GBR)      | 79e               |
| 103               | Rebecca Durrell (GBR)       | 39e               |
| 104               | Elizabeth-Jane Harris (GBR) | 81e               |
| 105               | Anna Kay (GBR)              | 26e               |
| 106               | Joscelin Lowden (GBR)       | AB-1              |

| Parkhotel Valkenburg PHV | Parkhotel Valkenburg PHV     | Parkhotel Valkenburg PHV |
| ------------------------ | ---------------------------- | ------------------------ |
| Num                      | Coureuse                     | Pos                      |
| 111                      | Lorena Wiebes (NED)          | 35e                      |
| 112                      | Anne de Ruiter (NED)         | AB-2                     |
| 113                      | Ilona Hoeksma (NED)          | 55e                      |
| 114                      | Chanella Stougje (NED)       | 37e                      |
| 115                      | Meike Uiterwijk Winkel (NED) | AB-2                     |
| 116                      | Natalie van Gogh (NED)       | 49e                      |

| Doltcini-Van Eyck Sport DVE | Doltcini-Van Eyck Sport DVE     | Doltcini-Van Eyck Sport DVE |
| --------------------------- | ------------------------------- | --------------------------- |
| Num                         | Coureuse                        | Pos                         |
| 121                         | Demmy Druyts (BEL)              | AB-2                        |
| 122                         | Mieke Docx (BEL)                | 90e                         |
| 123                         | Pascale Jeuland-Tranchant (FRA) | 46e                         |
| 124                         | Marion Sicot (FRA)              | 88e                         |
| 125                         | Lotte van Hoek (NED)            | 42e                         |
| 126                         | Saartje Vandenbroucke (BEL)     | 68e                         |

| Experza-Footlogix EXP | Experza-Footlogix EXP | Experza-Footlogix EXP |
| --------------------- | --------------------- | --------------------- |
| Num                   | Coureuse              | Pos                   |
| 131                   | Séverine Eraud (FRA)  | 27e                   |
| 132                   | Jessy Druyts (BEL)    | 85e                   |
| 133                   | Trine Holmsgaard      | 73e                   |
| 134                   | Sara Mustonen (SWE)   | 76e                   |
| 135                   | Sarah Rijkes (AUT)    | 32e                   |

| Grande-Bretagne GBR | Grande-Bretagne GBR | Grande-Bretagne GBR |
| ------------------- | ------------------- | ------------------- |
| Num                 | Coureuse            | Pos                 |
| 141                 | Danielle Rowe       | 2e                  |
| 142                 | Megan Barker        | 83e                 |
| 143                 | Rhona Callander     | 86e                 |
| 144                 | Abigail Dentus      | 58e                 |
| 145                 | Eleanor Dickinson   | 80e                 |
| 146                 | Emily Wadsworth     | AB-2                |

| Jadan Weldtite ___ | Jadan Weldtite ___      | Jadan Weldtite ___ |
| ------------------ | ----------------------- | ------------------ |
| Num                | Coureuse                | Pos                |
| 151                | Pfeiffer Georgi (GBR)   | 31e                |
| 152                | Elizabeth Bennett (GBR) | 92e                |
| 153                | Georgia Bullard (GBR)   | AB-2               |
| 154                | Anna Docherty (GBR)     | 94e                |
| 155                | Annabel Fisher (GBR)    | 78e                |
| 156                | Lauren Murphy (GBR)     | AB-2               |

| NCC Group-Kuota-Torelli ___ | NCC Group-Kuota-Torelli ___ | NCC Group-Kuota-Torelli ___ |
| --------------------------- | --------------------------- | --------------------------- |
| Num                         | Coureuse                    | Pos                         |
| 161                         | Alice Sharpe (IRL)          | 65e                         |
| 162                         | Chloe Baggs (GBR)           | AB-1                        |
| 163                         | Jennifer George (GBR)       | 48e                         |
| 164                         | Laura Massey (GBR)          | 36e                         |
| 165                         | Sophie Thackray (GBR)       | 74e                         |
| 166                         | Sophie Wright (GBR)         | 43e                         |

| NJC-Biemme-Echelon ___ | NJC-Biemme-Echelon ___  | NJC-Biemme-Echelon ___ |
| ---------------------- | ----------------------- | ---------------------- |
| Num                    | Coureuse                | Pos                    |
| 171                    | Nicola Juniper (GBR)    | 18e                    |
| 172                    | Madeleine Gammons (GBR) | AB-2                   |
| 173                    | Jennifer Powell (GBR)   | 30e                    |
| 174                    | Gabriella Shaw (GBR)    | 67e                    |
| 175                    | Jo Tindley (GBR)        | 89e                    |
| 176                    | Anna Weaver (GBR)       | AB-1                   |

| Onform ___ | Onform ___             | Onform ___ |
| ---------- | ---------------------- | ---------- |
| Num        | Coureuse               | Pos        |
| 181        | Anna Henderson (GBR)   | 23e        |
| 182        | Leah Dixon (GBR)       | AB-2       |
| 183        | Jessica Finney (GBR)   | AB-2       |
| 184        | Charmaine Porter (GBR) | 59e        |
| 185        | Gemma Sargent (GBR)    | 93e        |
| 186        | Alicia Speake (GBR)    | 84e        |

| Boompods EDCo NRG ___ | Boompods EDCo NRG ___     | Boompods EDCo NRG ___ |
| --------------------- | ------------------------- | --------------------- |
| Num                   | Coureuse                  | Pos                   |
| 191                   | Jennifer Batey (GBR)      | AB-1                  |
| 192                   | Rachel Jary (GBR)         | 91e                   |
| 193                   | Hannah Larbalestier (GBR) | 50e                   |
| 194                   | Ellen Mcdermott (IRL)     | 70e                   |
| 195                   | Sarah Walker (NZL)        | AB-1                  |
| 196                   | Rosie Walsh (GBR)         | AB-2                  |

| Boels Dolmans DLT | Boels Dolmans DLT           | Boels Dolmans DLT |
| ----------------- | --------------------------- | ----------------- |
| Num               | Coureuse                    | Pos               |
| 1                 | Chantal Blaak (NED) (route) | 14e               |
| 2                 | Karol-Ann Canuel (CAN)      | 13e               |
| 3                 | Amalie Dideriksen (DEN)     | 22e               |
| 4                 | Megan Guarnier (USA)        | 1re               |
| 5                 | Anna Plichta (POL)          | 34e               |

| Wiggle High5 WHT | Wiggle High5 WHT                   | Wiggle High5 WHT |
| ---------------- | ---------------------------------- | ---------------- |
| Num              | Coureuse                           | Pos              |
| 11               | Kirsten Wild (NED)                 | 60e              |
| 12               | Katie Archibald (GBR)              | AB-2             |
| 13               | Rachele Barbieri (ITA)             | 82e              |
| 14               | Lisa Brennauer (GER)               | 24e              |
| 15               | Elisa Longo Borghini (ITA) (route) | 9e               |
| 16               | Eri Yonamine (JPN) (route)         | 47e              |

| Sunweb SUN | Sunweb SUN             | Sunweb SUN |
| ---------- | ---------------------- | ---------- |
| Num        | Coureuse               | Pos        |
| 21         | Ellen van Dijk (NED)   | 11e        |
| 22         | Leah Kirchmann (CAN)   | 19e        |
| 23         | Juliette Labous (FRA)  | 7e         |
| 24         | Liane Lippert (GER)    | 4e         |
| 25         | Floortje Mackaij (NED) | 17e        |
| 26         | Julia Soek (NED)       | 64e        |

| Canyon-SRAM Racing CSR | Canyon-SRAM Racing CSR | Canyon-SRAM Racing CSR |
| ---------------------- | ---------------------- | ---------------------- |
| Num                    | Coureuse               | Pos                    |
| 31                     | Hannah Barnes (GBR)    | 25e                    |
| 32                     | Alena Amialiusik (BLR) | 3e                     |
| 33                     | Alice Barnes (GBR)     | 56e                    |
| 34                     | Tiffany Cromwell (AUS) | 44e                    |
| 35                     | Tanja Erath (GER)      | 72e                    |
| 36                     | Alexis Magner (USA)    | 12e                    |

| Hitec Products-Birk Sport HPU | Hitec Products-Birk Sport HPU | Hitec Products-Birk Sport HPU |
| ----------------------------- | ----------------------------- | ----------------------------- |
| Num                           | Coureuse                      | Pos                           |
| 41                            | Tatiana Guderzo (ITA)         | NP-1                          |
| 42                            | Susanne Andersen (NOR)        | 57e                           |
| 43                            | Ingvild Gåskjenn (NOR)        | 33e                           |
| 44                            | Line Marie Gulliksen (NOR)    | 71e                           |
| 45                            | Ingrid Lorvik (NOR)           | 15e                           |
| 46                            | Ingrid Moe (NOR)              | 69e                           |

| FDJ-Nouvelle Aquitaine-Futuroscope FDJ | FDJ-Nouvelle Aquitaine-Futuroscope FDJ | FDJ-Nouvelle Aquitaine-Futuroscope FDJ |
| -------------------------------------- | -------------------------------------- | -------------------------------------- |
| Num                                    | Coureuse                               | Pos                                    |
| 51                                     | Shara Gillow (AUS)                     | 8e                                     |
| 52                                     | Charlotte Bravard (FRA) (route)        | 75e                                    |
| 53                                     | Évita Muzic (FRA)                      | 20e                                    |
| 54                                     | Rozanne Slik (NED)                     | 45e                                    |
| 55                                     | Moniek Tenniglo (NED)                  | AB-2                                   |

| Trek-Drops DRP | Trek-Drops DRP           | Trek-Drops DRP |
| -------------- | ------------------------ | -------------- |
| Num            | Coureuse                 | Pos            |
| 61             | Abby-Mae Parkinson (GBR) | 41e            |
| 62             | Anna Christian (GBR)     | 52e            |
| 63             | Manon Lloyd (GBR)        | 77e            |
| 64             | Hannah Payton (GBR)      | 66e            |
| 65             | Lucy Shaw (GBR)          | 87e            |
| 66             | Annabel Simpson (GBR)    | 61e            |

| Bepink BPK | Bepink BPK                    | Bepink BPK |
| ---------- | ----------------------------- | ---------- |
| Num        | Coureuse                      | Pos        |
| 71         | Erica Magnaldi (ITA)          | 5e         |
| 72         | Letizia Borghesi (ITA)        | 16e        |
| 73         | Francesca Pattaro (ITA)       | 53e        |
| 74         | Katia Ragusa (ITA)            | 40e        |
| 75         | Maria Vittoria Sperotto (ITA) | 38e        |
| 76         | Silvia Valsecchi (ITA)        | 63e        |

| Alé Cipollini ALE | Alé Cipollini ALE       | Alé Cipollini ALE |
| ----------------- | ----------------------- | ----------------- |
| Num               | Coureuse                | Pos               |
| 81                | Marta Bastianelli (ITA) | 62e               |
| 82                | Janneke Ensing (NED)    | 10e               |
| 83                | Mayuko Hagiwara (JPN)   | 54e               |
| 84                | Roxane Knetemann (NED)  | 21e               |
| 85                | Ane Santesteban (ESP)   | 6e                |

| WNT-Rotor Pro Cycling WNT | WNT-Rotor Pro Cycling WNT | WNT-Rotor Pro Cycling WNT |
| ------------------------- | ------------------------- | ------------------------- |
| Num                       | Coureuse                  | Pos                       |
| 91                        | Hayley Simmonds (GBR)     | 28e                       |
| 92                        | Anna Badegruber (AUT)     | 95e                       |
| 93                        | Lydia Boylan (IRL)        | AB-2                      |
| 94                        | Melissa Lowther (GBR)     | AB-1                      |
| 95                        | Lea Lin Teutenberg (GER)  | 51e                       |

| Storey Racing STR | Storey Racing STR           | Storey Racing STR |
| ----------------- | --------------------------- | ----------------- |
| Num               | Coureuse                    | Pos               |
| 101               | Neah Evans (GBR)            | 29e               |
| 102               | Bethany Crumpton (GBR)      | 79e               |
| 103               | Rebecca Durrell (GBR)       | 39e               |
| 104               | Elizabeth-Jane Harris (GBR) | 81e               |
| 105               | Anna Kay (GBR)              | 26e               |
| 106               | Joscelin Lowden (GBR)       | AB-1              |

| Parkhotel Valkenburg PHV | Parkhotel Valkenburg PHV     | Parkhotel Valkenburg PHV |
| ------------------------ | ---------------------------- | ------------------------ |
| Num                      | Coureuse                     | Pos                      |
| 111                      | Lorena Wiebes (NED)          | 35e                      |
| 112                      | Anne de Ruiter (NED)         | AB-2                     |
| 113                      | Ilona Hoeksma (NED)          | 55e                      |
| 114                      | Chanella Stougje (NED)       | 37e                      |
| 115                      | Meike Uiterwijk Winkel (NED) | AB-2                     |
| 116                      | Natalie van Gogh (NED)       | 49e                      |

| Doltcini-Van Eyck Sport DVE | Doltcini-Van Eyck Sport DVE     | Doltcini-Van Eyck Sport DVE |
| --------------------------- | ------------------------------- | --------------------------- |
| Num                         | Coureuse                        | Pos                         |
| 121                         | Demmy Druyts (BEL)              | AB-2                        |
| 122                         | Mieke Docx (BEL)                | 90e                         |
| 123                         | Pascale Jeuland-Tranchant (FRA) | 46e                         |
| 124                         | Marion Sicot (FRA)              | 88e                         |
| 125                         | Lotte van Hoek (NED)            | 42e                         |
| 126                         | Saartje Vandenbroucke (BEL)     | 68e                         |

| Experza-Footlogix EXP | Experza-Footlogix EXP | Experza-Footlogix EXP |
| --------------------- | --------------------- | --------------------- |
| Num                   | Coureuse              | Pos                   |
| 131                   | Séverine Eraud (FRA)  | 27e                   |
| 132                   | Jessy Druyts (BEL)    | 85e                   |
| 133                   | Trine Holmsgaard      | 73e                   |
| 134                   | Sara Mustonen (SWE)   | 76e                   |
| 135                   | Sarah Rijkes (AUT)    | 32e                   |

| Grande-Bretagne GBR | Grande-Bretagne GBR | Grande-Bretagne GBR |
| ------------------- | ------------------- | ------------------- |
| Num                 | Coureuse            | Pos                 |
| 141                 | Danielle Rowe       | 2e                  |
| 142                 | Megan Barker        | 83e                 |
| 143                 | Rhona Callander     | 86e                 |
| 144                 | Abigail Dentus      | 58e                 |
| 145                 | Eleanor Dickinson   | 80e                 |
| 146                 | Emily Wadsworth     | AB-2                |

| Jadan Weldtite ___ | Jadan Weldtite ___      | Jadan Weldtite ___ |
| ------------------ | ----------------------- | ------------------ |
| Num                | Coureuse                | Pos                |
| 151                | Pfeiffer Georgi (GBR)   | 31e                |
| 152                | Elizabeth Bennett (GBR) | 92e                |
| 153                | Georgia Bullard (GBR)   | AB-2               |
| 154                | Anna Docherty (GBR)     | 94e                |
| 155                | Annabel Fisher (GBR)    | 78e                |
| 156                | Lauren Murphy (GBR)     | AB-2               |

| NCC Group-Kuota-Torelli ___ | NCC Group-Kuota-Torelli ___ | NCC Group-Kuota-Torelli ___ |
| --------------------------- | --------------------------- | --------------------------- |
| Num                         | Coureuse                    | Pos                         |
| 161                         | Alice Sharpe (IRL)          | 65e                         |
| 162                         | Chloe Baggs (GBR)           | AB-1                        |
| 163                         | Jennifer George (GBR)       | 48e                         |
| 164                         | Laura Massey (GBR)          | 36e                         |
| 165                         | Sophie Thackray (GBR)       | 74e                         |
| 166                         | Sophie Wright (GBR)         | 43e                         |

| NJC-Biemme-Echelon ___ | NJC-Biemme-Echelon ___  | NJC-Biemme-Echelon ___ |
| ---------------------- | ----------------------- | ---------------------- |
| Num                    | Coureuse                | Pos                    |
| 171                    | Nicola Juniper (GBR)    | 18e                    |
| 172                    | Madeleine Gammons (GBR) | AB-2                   |
| 173                    | Jennifer Powell (GBR)   | 30e                    |
| 174                    | Gabriella Shaw (GBR)    | 67e                    |
| 175                    | Jo Tindley (GBR)        | 89e                    |
| 176                    | Anna Weaver (GBR)       | AB-1                   |

| Onform ___ | Onform ___             | Onform ___ |
| ---------- | ---------------------- | ---------- |
| Num        | Coureuse               | Pos        |
| 181        | Anna Henderson (GBR)   | 23e        |
| 182        | Leah Dixon (GBR)       | AB-2       |
| 183        | Jessica Finney (GBR)   | AB-2       |
| 184        | Charmaine Porter (GBR) | 59e        |
| 185        | Gemma Sargent (GBR)    | 93e        |
| 186        | Alicia Speake (GBR)    | 84e        |

| Boompods EDCo NRG ___ | Boompods EDCo NRG ___     | Boompods EDCo NRG ___ |
| --------------------- | ------------------------- | --------------------- |
| Num                   | Coureuse                  | Pos                   |
| 191                   | Jennifer Batey (GBR)      | AB-1                  |
| 192                   | Rachel Jary (GBR)         | 91e                   |
| 193                   | Hannah Larbalestier (GBR) | 50e                   |
| 194                   | Ellen Mcdermott (IRL)     | 70e                   |
| 195                   | Sarah Walker (NZL)        | AB-1                  |
| 196                   | Rosie Walsh (GBR)         | AB-2                  |

## Organisation
La course est organisée par ASO.